# Hôtel Gouthière

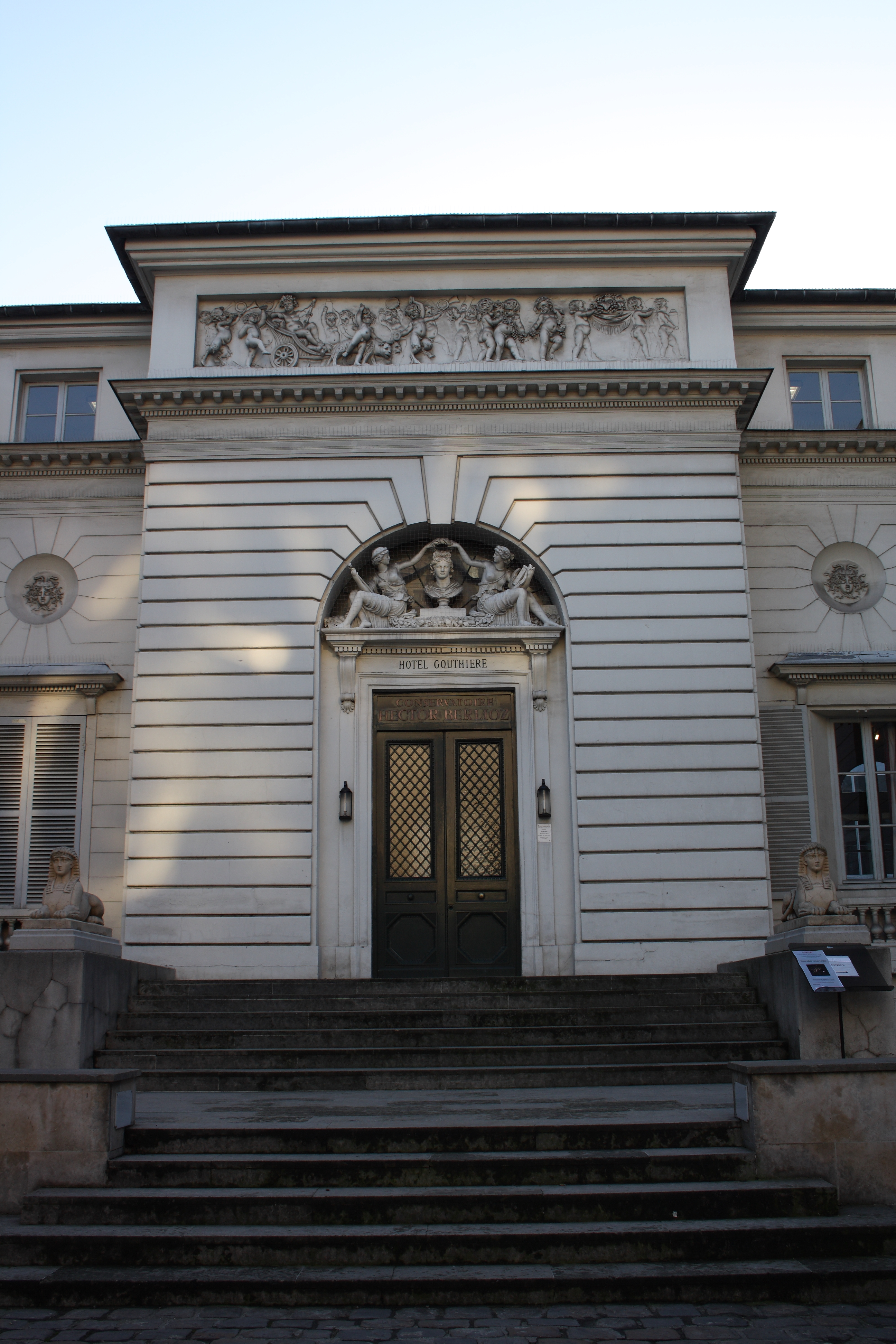
Hôtel Gouthière in Paris, Eingang

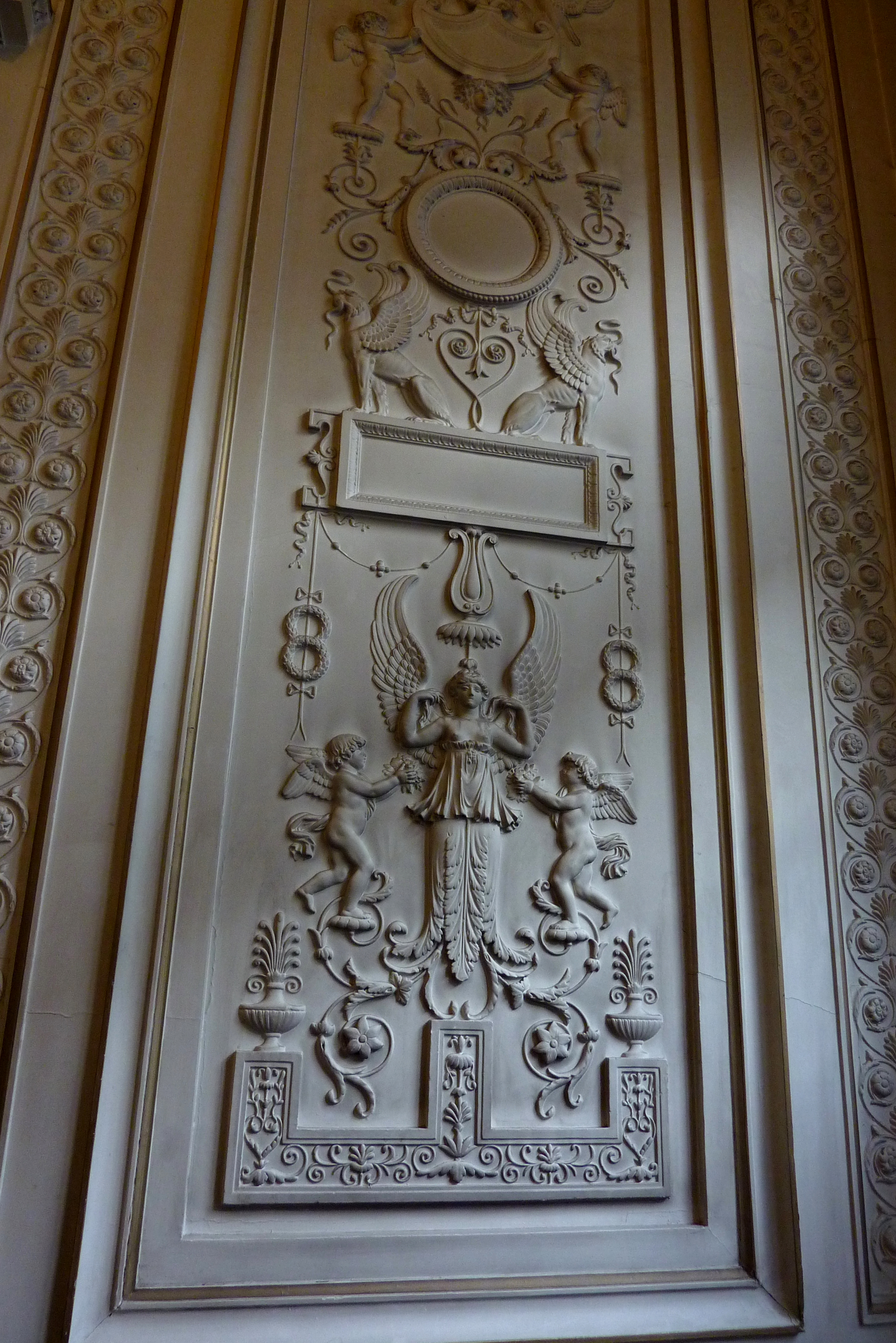
Wandrelief im Hôtel Gouthière

Das Hôtel Gouthière ist ein Hôtel particulier aus dem späten 18. Jahrhundert, es steht in der Rue Pierre Bullet Nr. 6 im 10. Arrondissement von Paris. Seit 1927 ist das Hôtel Gouthière als Baudenkmal (Monument historique) geschützt.
Die nächsten Metrostationen sind Château d’Eau und Jacques Bonsergent der Linien 4 und 5.

## Geschichte
Das Hôtel Gouthière wurde zwischen 1772 und 1780 vermutlich nach den Plänen des Architekten Joseph Métivier oder François-Victor Perrard de Montreuil für den erfolgreichen Ciseleur Pierre Gouthière errichtet. Dieser musste 1787 einem seiner Gläubiger, Nicolas Arnoult, das Gebäude verkaufen. Bis ins 20. Jahrhundert blieb es im Besitz dieser Familie. Auf dem Garten des Grundstücks, das ursprünglich bis zur Rue du Faubourg-Saint-Martin ging, wurde die Caserne de la Garde municipale und an deren Stelle von 1892 bis 1896 die neue Mairie des 10. Arrondissements errichtet. Im 20. Jahrhundert wurde das Hôtel Gouthière als Posamentenfabrik genutzt und in den 1970er Jahren von der Stadt Paris gekauft. Nach der umfangreichen Renovierung befindet sich seit 1981 das Conservatoire municipal de musique du Xe arrondissement Hector Berlioz in den Räumen. Im Jahr 1990 wurde der südliche Flügel des Gebäudes erneuert.

## Architektur
Von dem ursprünglichen Hôtel particulier ist noch der Haupteingang in Form eines Mittelrisalits erhalten. Eine Treppe, die von Sphinxen gerahmt wird, führt zum Portal. Darüber wird in einer halbrunden Nische Apollon von zwei Musen gekrönt. Den Abschluss des Risalits bildet ein Relief, das bacchantische Szenen darstellt.
Im Innern des Mitteltraktes sind Dekorationen im Stil Ludwig XVI. erhalten: Wandreliefs, Holzvertäfelungen und der Boden aus verschieden farbigem Marmor.